# Laurent Garnier off the record
Laurent Garnier off the record és una pel·lícula britànica dirigida per Gabin Rivoire i estrenada el 2021.

## Argument
Des dels orígens fins a l'auge de la música tecno i house, una mirada enrere als trenta anys de carrera del dj francès Laurent Garnier, que és una de les icones de la música electrònica després de ser-ne un dels pioners. De Nova York a Tòquio, de Hong Kong, a Detroit o Londres, Garnier ha fet ballar multituds arreu del món.